# Aritatsu Ogi
Aritatsu Ogi, född 10 december 1942 i Hiroshima prefektur, Japan, är en japansk tidigare fotbollsspelare.
Han blev olympisk bronsmedaljör i fotboll vid sommarspelen 1968 i Mexico City.